# Buenaventura Marcó del Pont

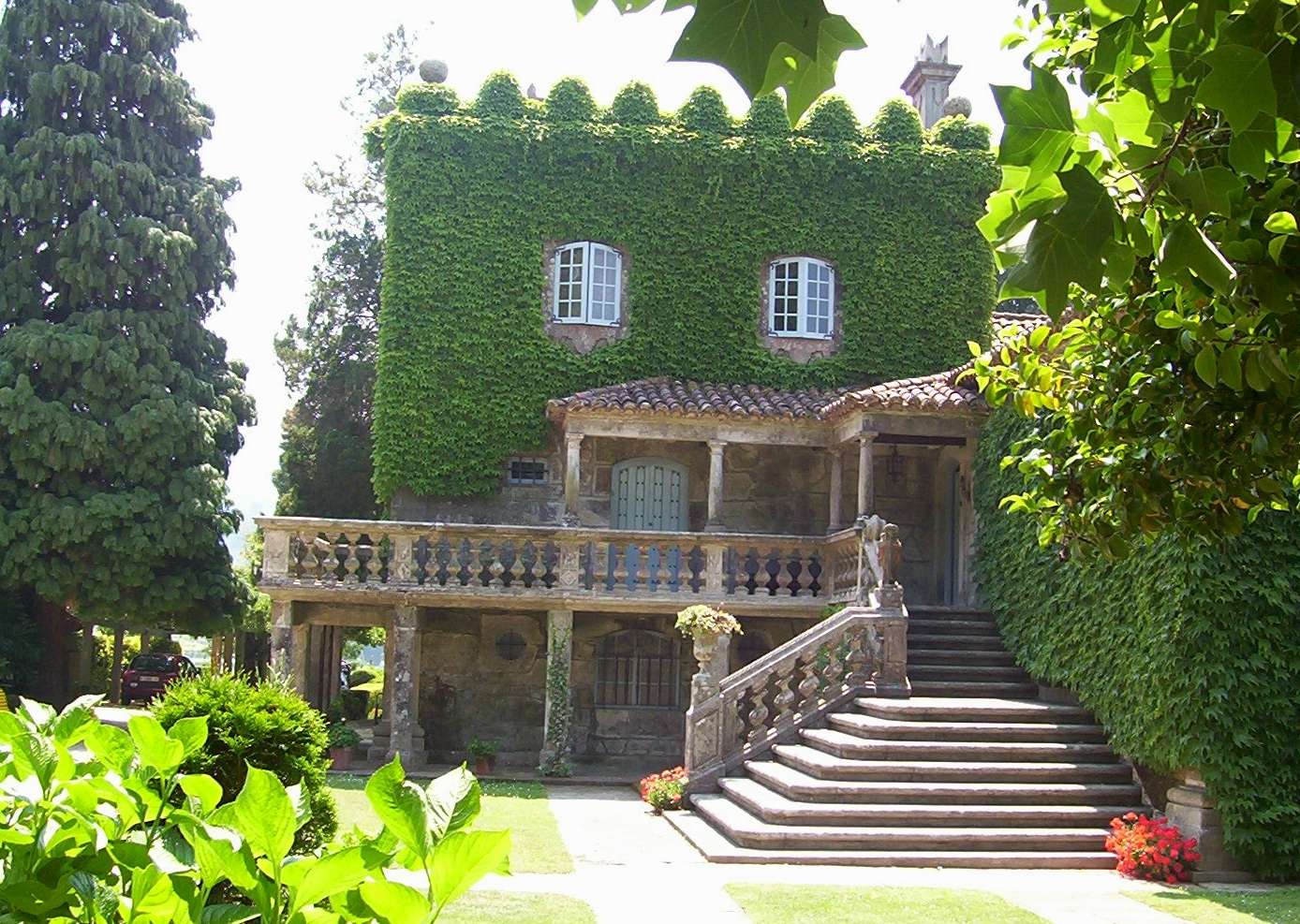
Pazo de Pousadouro en Redondela, que perteneció a la familia Marcó del Pont.

Buenaventura Marcó del Pont y Bori (Calella, Barcelona; 29 de septiembre de 1738-Vigo, Pontevedra; 18 de septiembre de 1818) fue un comerciante y corsario español afincado en Vigo.

## Biografía
Hijo de Buenaventura Marcó del Pont y Mayol y María Catalina de Bori y Llorens. Residente en la villa gallega desde 1760, pronto destacó por su afán emprendedor, construyendo una novedosa instalación de salazón para la distribución de pescado en su tierra natal. La buena marcha de sus negocios atrajo a Galicia a otros de sus paisanos como los Buch, los Curbera, los Escofet o los Fábregas.
Nombrado por la Diócesis de Santiago Señor de Vigo, además fue regidor perpetuo de Vigo, síndico procurador general, comandante de Milicias Urbanas y diputado del Común de Vigo. Comandante de Milicias Urbanas de Santa Catalina de Lavadores y Síndico procurador general del Convento de San Francisco. Administrador y subdirector general de la Administración de las Rentas de la Provincia de Tuy. Mayordomo de Fábrica y tesorero de la Colegiata de Vigo. Cargador a Indias y Comerciante de Lonja cerrada y Comisario Honorario de los Reales Ejércitos. Datos extraídos del libro Vigo en su historia, de los capítulos la Penetración de los Catalanes y del Capítulo Marcó del Pont, ambos redactados por don Antonio Meijide Pardo en 1980. Con anterioridad a 1808 fue nombrado Intendente Honorario de los Reales Ejércitos.
Como uno de los armadores más importantes de España, consiguió del rey Carlos III de España en 1773, las primeras concesiones para hacer de Vigo puerto de comercio con América. En 1779 consiguió de la Corona licencia de corso para hostigar el comercio naval británico y de sus aliados portugueses, con motivo de la Guerra de Independencia de los Estados Unidos. La fortuna de sus armas hizo numerosas presas entre los buques que transportaban mercaderías entre los puertos portugueses y británicos, con artículos como sal, aceite, cueros y paños entre otros. Se dedicó con el tiempo a aumentar su fortuna construyendo numerosas fábricas de todo tipo en el litoral gallego, construyendo barcos, fundando la Casa de Crédito de Marcó del Pont y prestando dinero a la Corona. En agosto de 1800 sabiendo que se aproximaba una escuadra inglesa de 50 barcos que iba a desembarcar en Vigo reunió 800 hombres y muchos cañones en la playa de Bouzas para defender la plaza de Vigo impidiendo que esta misma escuadra atracara en la ciudad. En 1809 fue secuestrado por el ejército invasor para obligar a su hijo Juan José Marcó del Pont a pagar al marqués de Branciforte el dinero que tenía invertido en la Casa de Crédito suya y cuyo marqués había comprometido en ayudar a José Bonaparte.
El núcleo de comerciantes gallegos, según la profesora Ofelia Rey Castelao, se encuentra detrás de la creación en 1788 de la creación de la Real Compañía de Seguros Marítimos y Terrestres. La familia Marcó del Pont empezó a financiar proyectos de la Corona con Carlos III y siguió con Carlos IV y Godoy, Fernando VII y su hermano el pretendiente Carlos V. Las cantidades prestadas al Estado y a la Corona, según los documentos del listado del letrado que asiste a su hijo Juan José Marcó del Pont y presentados ante el tribunal de Guerra y Marina en la colección de las causas más célebres publicadas por la Sociedad de Jurisconsultos en 1863, desde 1788 hasta 1833 ascendieron a un total de 51 millones de reales, una suma astronómica para la época teniendo en cuenta que tan sólo su enorme palacio ( conocido como palacio de Buenavista de Hortaleza o actual Parque Clara Eugenia de Madrid ) con parque y jardín está tasado por los arquitectos Justo de Ibaceta y José Alejandro y Álvarez en 194.000 reales, como aparece en la Gaceta de Madrid en 1839.
La familia Marcó del Pont mantuvo en su día trato constante con personalidades de la época como el virrey de Galicia, Miguel Desmaissières, la duquesa de Osuna, el conde de Alcudia, el conde Negrí, Manuel Godoy, el duque del Infantado, el general José de Palafox o la duquesa de Alba.
La familia Marcó del Pont llegó a tener varias residencias en el país: la Casa Señorial de Calella de Mar, el Pazo de Pousadouro conocido como la Granja de Pousadouro, en Redondela, la Casa Hidalga de Vigo, el Pazo de Lourizán o A Granxa da Serra comprado a los herederos de Francisco Genaro Ángel y Méndez, hermano de su esposa y propietario del pazo, la Casa-Palacio de Hortaleza en Madrid, conocido más tarde como Palacio de Buenavista y el Pazo de Baión o Granxa de Fontán, propiedad de su hija doña Ana Jacoba.
Como regidor de Vigo ordenó, en 1817, la reconstrucción de la Concatedral de Santa María de Vigo, tras su destrucción durante la pasada Guerra de la Independencia Española. Donó personalmente la talla del Cristo de la Victoria a la ciudad, que aún día es la imagen religiosa de mayor fervor entre los vigueses.
Se casó con Juana Ángel y Méndez, y tuvo varios hijos:
- Francisco Casimiro Marcó del Pont, Gobernador Real y Capitán General de Chile.
- Ramón Genaro, dedicado a los negocios de su padre en Vigo.
- Ventura Miguel, dedicado a los negocios de su padre en Buenos Aires y síndico del Consulado de Comercio, fundador allí de la Escuela de Náutica, de la Escuela de Dibujo, del Tercio de Gallegos y de la Hermandad de Hijos y Oriundos del Reino de Galicia, hoy Centro Gallego.
- Juan José, Ministro Honorario de Hacienda y Consejero de Estado y de Hacienda del rey Fernando VII. Ministro de Hacienda del pretendiente Carlos V.
- Joaquín y Juan Mateo, que no llegaron a edad adulta.
- Manuel María, General de Brigada y medalla de oro de la batalla de Bailén.
- Pedro Ángel, General de Brigada y comandante general de Orense. El estallido de la primera guerra civil carlista impidió que fuera ascendido a Mariscal de Campo cuyo expediente estaba en tramitación.
- Ana Jacoba, esposa de Juan Fontán y de Pueyo, Belvís y Luna.
- María Magdalena, dedicada al cuidado de su madre.